# Serie A1 2010-2011 (pallamano maschile)
La Serie A1 è stata la seconda divisione del campionato italiano di pallamano maschile per la stagione sportiva 2010-2011.

## Formula
- Fase regolare: verranno disputati due gironi composti da 11 squadre ciascuno con partite di andata e ritorno.
- Promozioni: le prime due di ciascun girone al termine della stagione furono promosse in serie A Elite nella stagione successiva.
- Retrocessioni: le squadre classificate all'11º posto al termine della stagione furono retrocesse in serie A2 nella stagione successiva.

## Girone A

### Squadre partecipanti
- Cassano Magnago
- Emmeti
- Estense Ferrara
- Pressano
- Jchnusa Sassari
- Parma

- Rapid Nonantola
- Trieste
- Romagna
- Casalgrande
- Meran

### Risultati
| andata | 1ª giornata           | ritorno |
| ------ | --------------------- | ------- |
| 25-22  | Merano - Cassano      | 32-29   |
| 36-30  | Ferrara - Casalgrande | 23-31   |
| 27-26  | Romagna - Parma       | 29-17   |
| 31-34  | Sassari - Pressano    | 27-30   |
| 17-29  | Mestrino - Trieste    | 27-29   |

| andata | 4ª giornata           | ritorno |
| ------ | --------------------- | ------- |
| 32-27  | Cassano - Ferrara     | 35-30   |
| 40-21  | Merano - Nonantola    | 36-28   |
| 39-33  | Pressano - Romagna    | 25-26   |
| 31-39  | Parma - Sassari       | 21-31   |
| 25-17  | Trieste - Casalgrande | 33-18   |

| andata | 7ª giornata         | ritorno   |
| ------ | ------------------- | --------- |
| 34-28  | Cassano - Parma     | 36-32     |
| 29-28  | Romagna - Merano    | 29-33     |
| 37-36  | Sassari - Mestrino  | 30-32     |
| 27-30  | Trieste - Pressano  | 25-31     |
| 26-25  | Ferrara - Nonantola | 31-30 dtr |

| andata | 10ª giornata         | ritorno |
| ------ | -------------------- | ------- |
| 29-34  | Nonantola - Parma    | 29-31   |
| 26-18  | Merano - Casalgrande | 28-30   |
| 20-21  | Romagna - Trieste    | 23-30   |
| 39-24  | Sassari - Ferrara    | 37-35   |
| 30-34  | Mestrino - Cassano   | 23-34   |

| andata | 2ª giornata           | ritorno |
| ------ | --------------------- | ------- |
| 29-30  | Cassano - Sassari     | 30-27   |
| 18-27  | Casalgrande - Romagna | 22-37   |
| 19-38  | Parma - Merano        | 25-29   |
| 39-17  | Trieste - Nonantola   | 31-24   |
| 34-26  | Pressano - Mestrino   | 34-30   |

| andata | 5ª giornata            | ritorno |
| ------ | ---------------------- | ------- |
| 26-28  | Casalgrande - Pressano | 24-29   |
| 31-23  | Romagna - Nonantola    | 29-28   |
| 31-30  | Trieste - Cassano      | 25-29   |
| 28-26  | Ferrara - Parma        | 30-29   |
| 26-25  | Mestrino - Merano      | 29-34   |

| andata | 8ª giornata         | ritorno |
| ------ | ------------------- | ------- |
| 35-31  | Pressano - Cassano  | 31-33   |
| 36-33  | Nonantola - Sassari | 27-34   |
| 19-27  | Parma - Casalgrande | 30-35   |
| 35-32  | Merano - Ferrara    | 36-33   |
| 34-31  | Mestrino - Romagna  | 31-27   |

| andata | 11ª giornata           | ritorno |
| ------ | ---------------------- | ------- |
| 32-31  | Pressano - Merano      | 23-32   |
| 40-28  | Cassano - Nonantola    | 39-34   |
| 27-19  | Casalgrande - Mestrino | 31-34   |
| 32-19  | Trieste - Sassari      | 28-27   |
| 28-38  | Ferrara - Romagna      | 29-36   |

| andata | 3ª giornata           | ritorno |
| ------ | --------------------- | ------- |
| 21-29  | Nonantola - Pressano  | 23-33   |
| 32-23  | Romagna - Cassano     | 29-33   |
| 28-27  | Sassari - Casalgrande | 26-27   |
| 23-26  | Ferrara - Trieste     | 25-32   |
| 37-28  | Mestrino - Parma      | 30-21   |

| andata | 6ª giornata           | ritorno |
| ------ | --------------------- | ------- |
| 30-25  | Cassano - Casalgrande | 29-28   |
| 34-23  | Pressano - Ferrara    | 31-25   |
| 20-27  | Nonantola - Mestrino  | 29-31   |
| 33-29  | Merano - Sassari      | 26-23   |
| 23-36  | Parma - Trieste       | 24-42   |

| andata | 9ª giornata             | ritorno   |
| ------ | ----------------------- | --------- |
| 32-25  | Casalgrande - Nonantola | 29-28     |
| 29-37  | Parma - Pressano        | 28-37     |
| 35-22  | Trieste - Merano        | 30-31 dtr |
| 32-26  | Romagna - Sassari       | 20-25     |
| 29-21  | Ferrara - Mestrino      | 23-30     |

### Classifica
|  | Pos. | Squadra         | Pt | G  | V  | N | P  | GF  | GS  | DR   |
|  | ---- | --------------- | -- | -- | -- | - | -- | --- | --- | ---- |
|  | 1.   | Pressano        | 51 | 20 | 17 | 0 | 3  | 636 | 551 | +85  |
|  | 2.   | Trieste         | 48 | 20 | 16 | 0 | 4  | 606 | 477 | 129  |
|  | 3.   | Meran           | 45 | 20 | 15 | 0 | 5  | 620 | 542 | +78  |
|  | 4.   | Cassano Magnago | 42 | 20 | 14 | 0 | 6  | 632 | 582 | +50  |
|  | 5.   | Romagna         | 36 | 20 | 12 | 0 | 8  | 585 | 539 | +46  |
|  | 6.   | Emmeti          | 30 | 20 | 10 | 0 | 10 | 570 | 586 | -16  |
|  | 7.   | Jchnusa Sassari | 27 | 20 | 9  | 0 | 11 | 598 | 590 | +8   |
|  | 8.   | Casalgrande     | 24 | 20 | 8  | 0 | 12 | 522 | 560 | -38  |
|  | 9.   | Estense Ferrara | 18 | 20 | 6  | 0 | 14 | 560 | 633 | -103 |
|  | 10.  | Parma           | 6  | 20 | 2  | 0 | 18 | 521 | 660 | -139 |
|  | 11.  | Rapid Nonantola | 3  | 20 | 1  | 0 | 19 | 525 | 655 | -130 |

Legenda:

      Promossa in Serie A Elite 2011-2012
      Retrocessa in Serie A2 2011-2012

### Verdetti
- Pressano e  Trieste: promosse in Serie A Élite 2011-2012
- Rapid Nonantola: retrocessa in Serie A2 2011-2012.

## Girone B

### Squadre partecipanti
- Albatro Siracusa
- Ancona
- Fondi
- Il Giovinetto Marsala
- Alcamo
- Altamura

- Ambra
- Chieti
- Grosseto
- Haenna
- Gaeta

### Risultati
| andata | 1ª giornata        | ritorno  |
| ------ | ------------------ | -------- |
| 33-31  | Altamura - Marsala | 28-31    |
| 28-30  | Chieti - Gaeta     | 34-35    |
| 36-27  | Albatro - Enna     | 25-23    |
| 16-38  | Alcamo - Ambra     | 0-5 tav. |
| 35-19  | Ancona - Grosseto  | 30-25    |

| andata | 4ª giornata       | ritorno |
| ------ | ----------------- | ------- |
| 33-36  | Grosseto - Chieti | 30-43   |
| 20-36  | Marsala - Ambra   | 27-33   |
| 31-27  | Albatro - Fondi   | 26-33   |
| 31-23  | Enna - Alcamo     | 30-21   |
| 31-34  | Gaeta - Ancona    | 24-27   |

| andata | 7ª giornata        | ritorno |
| ------ | ------------------ | ------- |
| 31-25  | Chieti - Albatro   | 29-33   |
| 47-34  | Marsala - Grosseto | 51-50   |
| 19-35  | Alcamo - Fondi     | 12-39   |
| 28-31  | Enna - Gaeta       | 25-29   |
| 27-22  | Ancona - Altamura  | 29-23   |

| andata | 10ª giornata     | ritorno |
| ------ | ---------------- | ------- |
| 39-41  | Chieti - Marsala | 22-23   |
| 32-30  | Altamura - Enna  | 28-31   |
| 23-34  | Albatro - Ambra  | 26-37   |
| 36-31  | Ancona - Alcamo  | 39-15   |
| 28-27  | Fondi - Gaeta    | 29-28   |

| andata | 2ª giornata         | ritorno |
| ------ | ------------------- | ------- |
| 28-25  | Marsala - Fondi     | 30-31   |
| 25-29  | Grosseto - Altamura | 29-32   |
| 20-30  | Enna - Ancona       | 29-32   |
| 31-37  | Gaeta - Albatro     | 42-32   |
| 39-23  | Ambra - Chieti      | 34-27   |

| andata | 5ª giornata        | ritorno |
| ------ | ------------------ | ------- |
| 24-37  | Chieti - Fondi     | 27-40   |
| 31-16  | Marsala - Enna     | 41-32   |
| 27-24  | Altamura - Albatro | 20-28   |
| 19-23  | Alcamo - Gaeta     | 22-32   |
| 45-25  | Ambra - Grosseto   | 44-24   |

| andata | 8ª giornata       | ritorno   |
| ------ | ----------------- | --------- |
| 26-35  | Grosseto - Enna   | 38-42     |
| 31-28  | Altamura - Chieti | 27-35     |
| 23-25  | Fondi - Ancona    | 29-28     |
| 26-28  | Gaeta - Ambra     | 29-30 dtr |
| 35-23  | Albatro - Alcamo  | 31-16     |

| andata | 11ª giornata       | ritorno   |
| ------ | ------------------ | --------- |
| 25-30  | Grosseto - Albatro | 26-27     |
| 30-29  | Marsala - Ancona   | 29-31 dtr |
| 23-25  | Alcamo - Chieti    | 20-42     |
| 34-27  | Enna - Fondi       | 33-39     |
| 32-23  | Ambra - Altamura   | 30-19     |

| andata | 3ª giornata      | ritorno   |
| ------ | ---------------- | --------- |
| 34-29  | Chieti - Enna    | 36-35     |
| 27-30  | Altamura - Gaeta | 18-25     |
| 25-31  | Alcamo - Marsala | 19-47     |
| 21-27  | Ancona - Ambra   | 34-33 dtr |
| 50-25  | Fondi - Grosseto | 34-25     |

| andata | 6ª giornata       | ritorno |
| ------ | ----------------- | ------- |
| 27-30  | Grosseto - Alcamo | 30-31   |
| 21-28  | Enna - Ambra      | 21-38   |
| 28-32  | Albatro - Ancona  | 24-32   |
| 32-30  | Gaeta - Marsala   | 28-25   |
| 40-18  | Fondi - Altamura  | 32-27   |

| andata | 9ª giornata       | ritorno   |
| ------ | ----------------- | --------- |
| 41-27  | Marsala - Albatro | 38-39 dtr |
| 31-32  | Chieti - Ancona   | 19-34     |
| 25-27  | Alcamo - Altamura | 21-26     |
| 35-30  | Gaeta - Grosseto  | 37-33     |
| 30-32  | Ambra - Fondi     | 27-30     |

### Classifica
|  | Pos. | Squadra               | Pt | G  | V  | N | P  | GF  | GS  | DR   |
|  | ---- | --------------------- | -- | -- | -- | - | -- | --- | --- | ---- |
|  | 1.   | Ambra                 | 51 | 20 | 17 | 0 | 3  | 648 | 467 | +181 |
|  | 2.   | Ancona                | 51 | 20 | 17 | 0 | 3  | 617 | 512 | 105  |
|  | 3.   | Fondi                 | 48 | 20 | 16 | 0 | 4  | 660 | 524 | +136 |
|  | 4.   | Gaeta                 | 39 | 20 | 13 | 0 | 7  | 605 | 564 | +41  |
|  | 5.   | Il Giovinetto Marsala | 36 | 20 | 12 | 0 | 8  | 672 | 609 | +63  |
|  | 6.   | Albatro Siracusa      | 33 | 20 | 11 | 0 | 9  | 587 | 594 | -7   |
|  | 7.   | Chieti                | 24 | 20 | 8  | 0 | 12 | 613 | 631 | -18  |
|  | 8.   | Altamura              | 24 | 20 | 8  | 0 | 12 | 517 | 583 | -66  |
|  | 9.   | Haenna                | 18 | 20 | 6  | 0 | 14 | 572 | 625 | -53  |
|  | 10.  | Alcamo                | 3  | 20 | 2  | 0 | 18 | 411 | 629 | -218 |
|  | 11.  | Grosseto              | 0  | 20 | 0  | 0 | 20 | 579 | 743 | -164 |

Legenda:

      Promossa in Serie A Elite 2011-2012
      Retrocessa in Serie A2 2011-2012
Pallamano Alcamo: 3 punti di penalizzazione.

### Verdetti
- Ambra e  Ancona: promosse in Serie A Élite 2011-2012
- Grosseto: retrocessa in Serie A2 2011-2012.